# Коновський Петро Сергійович
Петро Сергійович Коно́вський (Коновський-Лещук; 21 січня 1883, Одеса — 28 травня 1953, Одеса) — український радянський художник і педагог; член Товариства художників імені Киріака Костанді у 1929 році.

## Біографія
Народився 21 січня 1883 року в місті Одесі (нині Україна). 1909 року закінчив Одеське художнє училище, де навчався у Киріака Костанді. Протягом 1909—1916 років продовжив освіту у Московському училищі живопису, скульптури та зодчества, був учнем Костянтина Коровіна.
Протягом 1925–1932 років працював на Одеській кінофабриці, де створював ескізи декорацій; у 1932–1934 роках працював у художньо-скульптурних майстернях; у 1935–1953 роках викладав живопис та рисунок в Одеському художньому училищі. Серед учнів: Василь Власов, Микола Добролежа, Ігор Маляренко, Аркадій Русін, Олена Філатова, Олексій Фіщенко, Людмила Фурдигайло.
Колекціонував твори живопису та книги, займався боксом. Помер в Одесі 28 травня 1953 року. Похований в Одесі на Другому християнському цвинтарі.

## Творчість
Працював у галузі станкової графіки і станкового живопису. Серед робіт: 
- «Поет» (1906, акварель; Одеський художній музей);
- «Декоративний мотив» (картон, гуаш; Одеський художній музей);
- «Три дівиці під вікном» (за мотивами «Казки про царя Салтана» Олександра Пушкіна; акварель, гуаш; Одеський художній музей);
- «Портрет Анатолія Луначарського» (1920, картон);
- «Дама в жовтому капелюсі» (1926, папір акварель);
- «У слідчого» (1927, папір, акварель);
- «Московський дворик» (олія);
- «У гадалки. Кукли» (1942, олія).

Брав участь у міських мистецьких виставках з 1934 року, зокрема у:
- 1-й виставці картин, графіки, скульптури художників Одеси (Одеса, 1934);
- виставці одеських худудожників, присвяченій 30-річчю Великої Жовтневої соціалістичної революції (Одеса, 1947).

## У мистецтві
Його портрети виконали: Олександр Герасимов (1910-ті, акварель), Олексій Шовкуненко (1930, акварель), Д. І. Шатан (1940?, олія), Федір Чувакін (1952, гіпс тонований).